# 上海肖峭
上海肖峭（学名：Tetragnatha shanghaiensis）为肖峭科肖峭属的动物。在中国大陆，分布于上海等地。该物种的模式产地在上海。